# Biedrzykowice
Biedrzykowice is een plaats in het Poolse district  Pińczowski, woiwodschap Święty Krzyż. De plaats maakt deel uit van de gemeente Działoszyce en telt 123 inwoners.